# The Mystery of the Octagonal Room
The Mystery of the Octagonal Room è un cortometraggio muto del 1914 diretto da George Lessey.
Decimo episodio di The Chronicles of Cleek, serie a un rullo della Edison.

## Produzione
Il film fu prodotto dalla Edison Company.

## Distribuzione
Distribuito dalla General Film Company, il film - un cortometraggio in una bobina - uscì nelle sale cinematografiche degli Stati Uniti il 25 agosto 1914.